# الجيش الثالث (الدولة العثمانية)

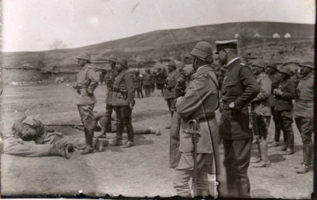
قبل معركة ساريقاميش أنور باشا وأوتو فون فيلدمان

الجيش الثالث هو أحد الجيوش العثمانية، تأسس في البلقان ومقر قيادته العامة في سالونيك. في عام 1911 نقلت قيادة الجيش إلى إرزينجان حيث كلفت بحماية الحدود الشمالية والشرقية للدولة العثمانية.
حارب الجيش الثالث على الجبهة الروسية خلال الحرب العالمية الأولى في معارك ساريقاميش وكوبروكوي وأرضروم ضد الجيش الروسي القوقازي وبنهاية عام 1916 لم يتبق للجيش أية قوة هجومية وبعد قيام الثورة البلشفية في روسيا تفكك الجيش الروسي القوقازي الأمر الذي أدى لقيام الجيش الثالث العثماني بالتقدم نحو الأراضي الروسية عام 1917 واستعادة جميع المدن التي خسرها بل وإلى التقدم إلى كارس التي كانت الدولة العثمانية قد خسرتها في أعقاب الحرب الروسية العثمانية (1877-1878).

## تشكيل الجيش عام 1908
منطقة عمليات الجيش الثالث هي الروملي الغربية (ألبانيا ومقدونيا وكوسوفو) حيث تنتشر وحدات الجيش في هذه المناطق. وقد تألف الجيش الثالث من 4 فرق مشاة وفرقة فرسان إضافة إلى 12 فرقة من الرديف.
- الفرق النظامية: (5 فرق)
  - فرقة المشاة الخامسة.
  - فرقة المشاة السادسة.
  - فرقة المشاة السابعة عشر.
  - فرقة المشاة الثامنة عشر.
  - فرقة الفرسان الثالثة.
- فرق الرديف: (12 فرقة)
  - فرقة المشاة التاسعة. (بيتولا)
  - فرقة المشاة العاشرة. (فيليس)
  - فرقة المشاة الحادية عشر. (سالونيك)
  - فرقة المشاة الثانية عشر. (أيدين)
  - فرقة المشاة الثامنة والعشرين. (سكوبيه)
  - فرقة المشاة التاسعة والعشرين. (بريشتينا)
  - فرقة المشاة الثلاثين. (بريزرن)
  - فرقة المشاة الواحد والثلاثين. (سيرس)
  - فرقة المشاة الثانية والثلاثين. (برات)
  - فرقة المشاة الثالثة والثلاثين. (كورتشه)
  - فرقة المشاة الرابعة والثلاثين. (ديبار)
  - فرقة المشاة الرابعة والخمسين. (غيفغليا)

## تشكيل الجيش عام 1914
القائد العام للجيش هو حسن عزت باشا (أكتوبر - ديسمبر 1914) ثم أنور باشا (ديمسبر 1914 - يناير 1915)، قبل معركة ساريقاميش ضد الجيش الروسي كانت وحدات الجيش الثالث تضم 118,660 جندي في الوحدات التالية:
| - الفيلق التاسع: - الفرقة 17 - الفرقة 19 - الفرقة 29 | - الفيلق العاشر: - الفرقة 30 - الفرقة 31 - الفرقة 32 | - الفيلق الحادي عشر: - الفرقة 18 - الفرقة 33 - الفرقة 34 - فرقة الفرسان الثانية |

بعد معركة ساريقاميش تقلصت أعداد الجيش الثالث إلى 20,000 جندي مع خسارته لجميع مدافعه ومعداته الثقيلة.

## تشكيل الجيش عام 1915
القائد العام: حافظ حقي باشا (12 يناير -فبراير 1915) وبعد وفاته تولى مصطفى كمال باشا القيادة من فبراير 1915 إلى فبراير 1916.
في عام 1915 كان الجيش الثالث يعود ببطء إلى قوته، في يوليو من نفس العام كان قوياً بما يكفي ليحقق الأنتصار ضد الروس في ملاذكرد، لاحقاً في نفس العام دفعت خسائر العثمانيين في جاليبولي إلى تحويل القوة البشرية بعيداً عن الجيش الثالث ولم يتمكن الجيش الثالث من العودة إلى قوته الأصلية، وبحلول خريف عام 1915 بلغت أعداد أفراد الجيش الثالث 60,000 جندي.

## تشكيل الجيش عام 1916
القائد العام «محمد وهيب باشا» (فبراير 1916 - يونيو 1918)
| - الفيلق التاسع: - الفرقة 17 - الفرقة 28 - الفرقة 29 | - الفيلق العاشر: - الفرقة 30 - الفرقة 31 - الفرقة 32 | - الفيلق الحادي عشر: - الفرقة 18 - الفرقة 33 - الفرقة 34 - الفرقة 36 - الفرقة 37 |

إضافة إلى فرقة الفرسان الثانية وحوالي 15 إلى 20 كتيبة من حرس الحدود والجندرمة وعدة آلاف من الأكراد غير النظاميين.
حين شن الروس هجومهم في يناير 1916 كان تعداد الجيش الثالث يبلغ 65,000 و100 مدفع.، تكبد الجيش الثالث بسبب الهجوم خسائر قدرت بنحو 15,000 قتيل وجريح إضافة إلى 5,000 أسير فيما بلغ عدد الفارين من الجيش 5,000.
وفقد الجيش حوالي 20-30 مدفعاً، تحمل الفيلق الحادي عشر أكثر الخسائر حوالي 70% من قوته وتراجع الجيش إلى قاعدته في أرضروم 
وقد كان الجيش الثالث يتوقع وصول تعزيزات من الجيش الأول العثماني والجيش الثاني العثماني بعد تحقيقهما الانتصار في حملة جاليبولي لكن نظراً للطبيعة السيئة لحالة سكك الحديد العثمانية كان ذلك يتطلب وقتاً أطول للوصول إلى الجيش الثالث، في ذلك الوقت كان بلغ عدد أفراد الجيش 50,000 جندي. كان ينقص الجيش الرشاشات الآلية والمزيد من المدفعية للدفاع عن المدينة تسلم محمد كمال قيادة الجيش من عبد الكريم.
أقتحمت القوات الروسية المدينة بعد اختراق الدفاعات الأمامية وأضطر مصطفى كمال على ترك المدينة والانسحاب باتجاه الغرب كان عدد الجيش حوالي 25,000 مع 25 إلى 30 مدفع. كانت المعنويات سيئة للغاية وأستبدل مصطفى كمال بمحمد وهيب باشا، أكمل الجيش انسحابه وخسارته لطرابزون، ولم يفلح الهجوم المضاد في أستعادة المدينة.
في يوليو 1916 أطلق الروس سلسلة من الهجمات على الجيش الثالث كبدته 30% من إجمالي قوته وهزت معنويات الجيش بشدة.
في سبتمبر من نفس العام كان الجيش الثالث شديد الضعف وهروب الجند من الخدمة أهم مشاكله وبحلول أكتوبر قدر أن هناك حوالي 50,000 هارب من الخدمة في مؤخرة الجيش. لم يلعب الجيش الثالث أي دور في خطط الهجوم العثمانية بعد هذه النكسة.

## تشكيل الجيش عام 1917
القائد العام: محمد وهيب باشا (فبراير 1916 - يوينو 1918)
في شتاء عام 1916 خضع الجيش لعملية إعادة تنظيم كبيرة وبحلول عام 1917 كان ينتظم الجيش في الوحدات التالية:
- الفيلق القوقازي الأول:
  - الفرقة القوقازية 9
  - الفرقة القوقازية 10
  - الفرقة القوقازية 36
- الفيلق القوقازي الثاني:
  - الفرقة القوقازية 5
  - الفرقة القوقازية 11
  - الفرقة القوقازية 37

بعد شتاء عام 1916-1917 كانت الثورة البلشفية في روسيا قد أوقفت بشكل فعال مسار الجيش الروسية في الحرب وأدت في نهاية المطاف إلى جعل الجيش الروسي في القوقاز يتوارى عن الأنظار، قام الجيش الثالث العثماني بعد ذلك بالتقدم في 1917 واستعادة جميع المدن التي خسرها بل وإلى التقدم إلى كارس التي كان قد خسرها في الحرب الروسية العثمانية (1877-1878).